# Rue Frochot
Pour les articles homonymes, voir Frochot.
La rue Frochot est une voie du 9e arrondissement de Paris, en France.

## Situation et accès
La rue Frochot est une voie publique située dans le 9e arrondissement de Paris. Elle débute au 28, rue Victor-Massé (place Gabriel Kaspereit) et se termine au 7, place Pigalle.

## Origine du nom
Elle rend honneur du préfet de la Seine Nicolas Frochot (1761-1828), que Napoléon Ier chargea d'acheter des terrains, hors des limites du Paris de l'époque, pour y installer quatre cimetières : le cimetière du Père-Lachaise, le cimetière de Montmartre, le cimetière du Montparnasse et le cimetière de Passy.

## Historique
En 1826, le sieur Brack est autorisé à former sur son terrain et sur celui que la Ville lui concède à titre d'échange, conformément à la délibération du Conseil municipal du 1er juin 1826, une rue de 12 mètres de largeur, depuis la rue Laval (actuelle rue Victor-Massé) jusqu'à la barrière Montmartre, et une place demi-circulaire au-devant de cette barrière (actuelle place Pigalle).
La voie a successivement porté les noms de « rue Bréda » (car elle se trouvait dans la continuité de la rue Bréda, renommée « rue Henry-Monnier » en 1905), « rue de Brack » (du nom du propriétaire du terrain ayant ouvert la rue), « rue de la Nouvelle-Athènes » (en référence au lotissement de la Nouvelle Athènes), puis « rue Frochot »,
En 1860, lors de l'annexion, une plaque en pierre de lave portant le nom de la rue fut posée sur le mur du Café de la Nouvelle Athènes, à l'angle de cette rue et de la place Pigalle.

## Bâtiments remarquables et lieux de mémoire de l'Avenue Frochot (attention, on ne parle plus ici de la rue mais de l’avenue, juste à côté!)
En 1958, François Truffaut y tourne une partie du film Les Quatre Cents Coups.
Son croisement avec la rue Victor-Massé sert de décor à la scène d'ouverture du film Les Ripoux (1984) de Claude Zidi.
- No 1 : Hôtel particulier néogothique construit en 1837-1839[4] pour Rosalie Jeanne Hiss-Venier (1794-1867)[5]
  - Domicile de Victor Massé, qui y mourut le 5 juillet 1884[2].
  - Sylvie Vartan achète la maison puis la revend rapidement[2]
  - Matthieu Galey, y meurt[2]
  - Le pianiste Patrick de Brou de Laurière (1928-2010) en a été propriétaire-occupant[2]
- No 2 : emplacement du premier atelier des photographes Erwin frères ouvert en 1861 avec Erwin Hanfstaengl (1838-1905)[6].
- No 2 bis : Eugène Brieux y a vécu de 1913 à 1932
- No 4 : 
  - Régine Crespin y vécut jusqu’à sa mort.
  - Alfred Mosselman, banquier d'origine belge, y logea Aglaé Savatier au second étage. Elle fut célèbre sous le nom de La Présidente. Elle quitta les lieux en 1864 après sa rupture avec son banquier[réf. nécessaire].
  - Ateliers des photographes Erwin frères à partir de 1863 et jusqu'en 1902 pour Erwin[7].
  - Le peintre Edgar Degas emménage à cette adresse en 1870. Il habite tout le premier étage et monte travailler au troisième étage dans un grand atelier de photographie[8].
- No 5 :  Paul Meurice y habite à partir de 1865 et y héberge Victor Hugo, à son retour de Guernesey en 1870[2].
- No 6 : 
  - domicile de Désiré Dihau, bassoniste de l'Opéra de Paris, et de sa sœur Marie Dihau, cantatrice et pianiste. Ils sont amis d'Edgar Degas et cousins d'Henri de Toulouse-Lautrec. Les deux peintres les ont représentés à maintes reprises dans leurs œuvres, la plus célèbre étant L'Orchestre de l'Opéra (1870) de Degas[réf. nécessaire].
  - Domicile de Django Reinhardt[2]
  - Atelier d'Henri Guinier[2]
- No 7 :  Charles Lamoureux y a vécu
- No 10 :  
  - Le poète Tristan Corbière y a habité lors de ses séjours à Paris, entre le printemps 1872 et décembre 1874 (cf. Tristan Corbière et le Bas-Montmartre de Pierre Brunel, dans les Cahiers Tristan Cornière no 1, décembre 2018, p. 160).
  - le poète Ulric Guttinguer y est mort[réf. nécessaire].
  - Le théâtre Le Bout est situé à cette adresse, il héberge l'École du One Man Show[9],[10].
- No 13 : Paul Merwart y a demeuré[2]
- No 15 : emplacement du dernier atelier de Toulouse-Lautrec[réf. nécessaire].
- No 34 : le peintre orientaliste Théodore Chassériau (1819-1856) y eut son atelier[réf. nécessaire].
- Nini-Patte-en-l'air ouvrit une école de danse dans cette rue vers 1894[11].